# Haftrücklass
Der Haftrücklass, auch Haftungsrücklass (im deutschen Recht Einbehalt) ist ein österreichisches Rechtsinstitut. Es handelt sich um ein Zurückbehaltungsrecht am Werklohn für den Fall, dass der Auftragnehmer die ihm aus der Gewährleistung oder aus dem Titel des Schadenersatzes obliegenden Pflichten nicht erfüllt.

## Bauträgervertragsgesetz
Zur Sicherung allfälliger Gewährleistungs- und Schadenersatzansprüche aufgrund mangelhafter Leistung steht dem Erwerber (des Eigentums, Wohnungseigentums oder Baurechts) für die Dauer von 3 Jahren ab der Übergabe des eigentlichen Vertragsgegenstandes ein Haftrücklass in Höhe von mindestens 2 % des vereinbarten Kaufpreises zu (§ 4 Abs. 4 BTVG).  Dieser Betrag kann vom Erwerber einbehalten werden oder vom Bauträger in Form einer Garantie (Gewährleistungsaval) oder Versicherung eines berechtigten Kreditinstitutes oder Versicherungsunternehmens oder einer inländischen Gebietskörperschaft beigebracht werden.
Bei Fertighaus-Spenglerarbeit wird von der Endrechnung für das Fertighaus ein Anteil von 3–5 % solange einbehalten, bis ein aufgetretener Baumangel beseitigt oder die gesetzliche Gewährleistung (2–3 Jahre) verstrichen ist. Nach dieser Frist wird der Restbetrag an den Auftragnehmer überwiesen.